# Klaviersdelikte
Klaviersdelikte ist der Name des vierten Programms und Albums des deutschen Klavierkabarettisten Bodo Wartke.

## Allgemeines
Die CD Klaviersdelikte ist Wartkes erste Studio-CD, alle vorherigen Alben waren Live-Mitschnitte seiner Programme. Somit konnte die CD erstmals etwa gleichzeitig mit dem Programmstart veröffentlicht werden. Der Titel des Programms ist, wie bei Wartke üblich, ein Wortspiel und rührt daher, dass er unorthodox mit dem Klavier umgeht. Die meisten Lieder sind Gesangsstücke mit Klavierbegleitung, es gibt aber auch Ausnahmen: So wird Teenager zu sein, eine Cover-Version von A Teenager in Love von Dion and the Belmonts, mit einer Ukulele und Stille zusätzlich mit einer Cajón begleitet.
Das Live-Album und die DVD wurden am 15./16. Februar 2013 in Bremen aufgenommen. Darauf sind einige zusätzliche Lieder sowie Moderationen enthalten. Anders als bei den vorangegangenen Programmen tauchen in Klaviersdelikte keine Gedichte auf, dafür aber Satiren auf die GEMA-Einteilung in U- und E-Musik und Werbung sowie weitere Einlagen, zum Teil auch mit Klavierbegleitung, die einen aktuellen Bezug haben.

## Titelliste Studioalbum
1. Probleme, die ich früher noch nicht hatte – 4:27
2. Architektur in Deutschland – 3:15
3. Dein Duft – 3:48
4. Die WG des Herrn – 7:01
5. Testosteron – 3:24
6. Frühlingsgefühle – 3:48
7. Konstanze – 4:12
8. Fehlende Worte – 4:53
9. Teenager zu sein – 2:35
10. Das Schweigen der Spammer – 3:49
11. Sie – 3:08
12. Christine 5:16
13. Stille – 10:48

## Titelliste Live-Album
| 1. Stille Ouvertüre – 2:07 2. Probleme, die ich früher noch nicht hatte – 5:19 3. Moderation: Probleme, die Sie ohne mich nicht hätten – 1:26 4. Moderation: Lösungsansätze: Dynamit oder ein Lied? – 1:36 5. Architektur in Deutschland – 3:32 6. Moderation: Wer war schon mal da? – 1:36 7. Moderation: Unter der Gürtellinie – 0:35 8. Fehlende Worte – 5:35 9. Moderation: War's schlimm? – 0.25 10. Frühlingsgefühle – 4:17 11. Moderation: Probleme, die einen überkommen – 0:25 12. Moderation: Die Krise – 1:35 13. Das Schweigen der Spammer – 4:01 14. Vogelpark Walsrode – 6:45 15. Moderation: Selbst eingebrockte Probleme – 1:35 16. Teenager zu sein – 2:32 17. Moderation: Die einzigen vier Akkorde, die ich kann – 0:26 18. Moderation: Das Balladenmikriphon – 1:05 19. Es geschah in einer lauen Frühlingsnacht... (FSK 6-18) – 10:41 20. Moderation: Das letzte Problem vor der Pause – 0:30 21. Die WG des Herrn – 8:08 | 1. Konstanze – 4:55 2. U- und E-Musik (Theorie) – 7:15 3. U- und E-Musik (Praxis) – 4:46 4. Moderation: Ü-Musik – 2:02 5. Der Vogelfänger bin ich ja – 5:24 6. Moderation: Mozart Superstar – 1:28 7. Facile – 4:15 8. Moderation: Die wohl betörendste Eigenschaft von Frauen – 0:21 9. Dein Duft – 4:11 10. Sie – 3:36 11. Christine – 5:56 12. Moderation: Leopard im Quadrat – 1:52 13. Stille – 12:57 14. Moderation: Sock'n Roll – 1:09 15. Bettina – 5:21 16. Moderation: Das schlimmste Problem der Welt – 1:01 17. Happy End – 7:31 18. Schlaflied – 2:51 |